# Brandursachenermittlung

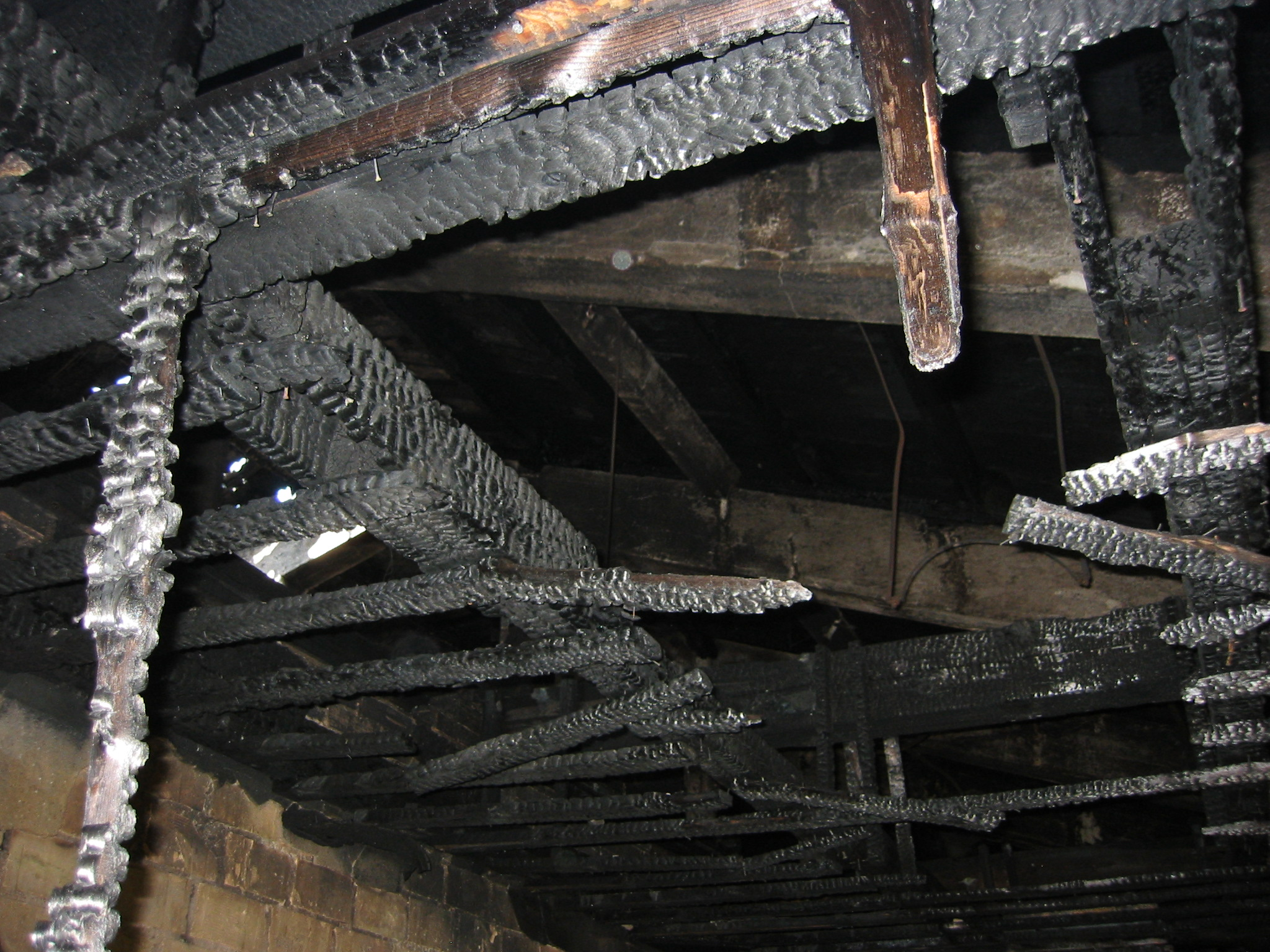
Folgen eines Großbrandes: Blick auf die zerstörte Dachkonstruktion

Die Brandursachenermittlung dient der Aufdeckung der Ursachen und dem Ablauf von Bränden.

## Begriffsdefinition
Die Brandursachenermittlung ist eine forensische Tätigkeit, die an Brandorten nach einem Brand erfolgt und aus der Sichtung, Dokumentation, Sicherung und Auswertung der dort zu findenden Spuren auf wissenschaftlicher Basis besteht. Es geht hierbei um die genaue Erklärung eines tatsächlich abgelaufenen Ereignisses aus den Spuren, die dieses Ereignis hinterlassen hat. Die Tätigkeit hat damit eine gewisse Ähnlichkeit zu der Tätigkeit eines Archäologen.

## Begriffsabgrenzung
Die Brandursachenermittlung ist von den Aufgaben Brandschutz, Brandbekämpfung und Brandschadenermittlung zu trennen.
Fachleute für den vorbeugenden Brandschutz, Brandbekämpfung (Feuerwehr) oder Brandschadenermittlung sind nicht hierdurch auch Fachleute für die Brandursachenermittlung, ebenso wenig wie ein Fachmann für Brandursachenermittlung nicht automatisch Brandschutzplanungen, Brandschauen oder Brandschutzprüfungen durchführen kann. Ein Brandursachenermittler ist ebenfalls nicht hierdurch für den Feuerwehrdienst qualifiziert. Die Brandschadenermittlung ist den Bereichen Wertermittlung und Brandschadensanierung zuzuordnen. Die verschiedenen Tätigkeiten beschäftigen sich zwar alle mit dem Phänomen Feuer, dennoch liegen die jeweiligen Schwerpunkte so weit auseinander, dass eine professionelle Tätigkeit auf einem der Gebiete nicht zwangsläufig zu ausreichenden Kenntnissen auf den anderen Tätigkeitsgebieten führt.

## Zuständigkeit
Die Zuständigkeit für die Brandursachenermittlung liegt zuerst bei der örtlich zuständigen Staatsanwaltschaft, um festzustellen, ob eine Straftat, also Brandstiftung vorliegt oder nicht. Die Staatsanwaltschaften bedienen sich hierzu der Kräfte der Polizei, Kriminalpolizei, Kriminaltechnik, der Fachabteilungen der Landeskriminalämter, der Fachabteilung des Bundeskriminalamtes oder externer Sachverständiger. Die Feststellung technischer oder natürlicher Brandursachen dient lediglich dem möglichen Ausschluss einer Brandstiftung und wird, so eine dieser strafrechtlich nicht relevanten Ursachen konkret vorliegt, durch die Staatsanwaltschaft/Polizei nicht weiter verfolgt.
Erst nach einer Freigabe durch die Staatsanwaltschaft kann die Ermittlung von Brandursachen für den zivilrechtlichen Bereich durchgeführt werden, um die Haftung für entstandene Schäden zu regeln. Hierbei geht es um Themen wie Versicherung, Konventionalstrafen, Regress und/oder Produkthaftung. Die zivilrechtliche Bedeutung überwiegt die strafrechtliche naturgemäß bei weitem, da Brandstiftung nur einen (anzahlmäßig kleinen) Bereich möglicher Brandursachen bildet.
Weiterhin ist die Brandursachenermittlung, zumindest bei größeren Brandereignissen, von Bedeutung, um den vorbeugenden Brandschutz zu unterstützen. Ist die Entstehung eines Brandes bekannt, so kann dieses Wissen gegebenenfalls in kommenden Vorschriften und Normen berücksichtigt werden.

## Aufgaben
Um die unterschiedlichen Brandursachen erkennen zu können, müssen die vielfältigen Spurenbilder eines Brandes ausgewertet und gesichert werden. Wichtigste Aufgabe dabei ist die Ermittlung des Brandherdes. Hierbei spielt die Rekonstruktion des ursprünglichen Brandentstehungsbereiches eine wichtige Rolle. Bereits die Ermittlung des Brandherdes ist eine nicht ganz einfache Aufgabe, die viel Erfahrung, Unvoreingenommenheit und sorgfältiges, umsichtiges Arbeiten mit Hintergrundkenntnissen verlangt.
Kommt es bereits in diesem frühen Stadium der Ermittlung zu Fehlern (z. B. durch fehlende Gründlichkeit oder mangelnde Kenntnisse des Untersuchenden), so führen diese letztlich zu einem falschen Ergebnis.
Ist der Brandherd bekannt, muss dieser auf mögliche Zündquellen und den dazugehörigen Brennstoff abgesucht werden. Konnte der Brandherd nicht, oder nicht sicher festgestellt werden, muss der gesamte primäre Brandentstehungsbereich entsprechend abgesucht werden. Ist der primäre Brandentstehungsbereich nicht mehr vorhanden, weil er weggebrannt ist (Beispiel: Holzzwischendecke), muss der gesamte darunter liegende Bereich entsprechend abgesucht werden. Grundsätzlich sind dann alle in dem jeweiligen Bereich aufgefundenen Geräte und technische Einrichtungen auf mögliche Defekte und Manipulationen hin zu untersuchen, die zu einer Brandentstehung hätten führen können.
Konnte eine Brandursache nicht positiv nachgewiesen werden, war es bis Februar 2011 über das Eliminations- oder Ausschlussverfahren möglich, diese Brandursache nachzuweisen, indem alle möglichen anderen Brandursachen bis auf diese ausgeschlossen wurden. Jedoch war das Eliminationsverfahren, das am häufigsten missbräuchlich verwendete Verfahren, da es oft auch dann eingesetzt wurde, wenn der Brandherd nicht zweifelsfrei bestimmt werden konnte. Hier musste das Eliminationsverfahren jedoch zwangsläufig versagen, da das zu betrachtende Brandobjekt dann in der Regel viel zu groß war, um alle möglichen Brandursachen wirklich nachgewiesen ausschließen zu können. Zum Beispiel hätten nach einem Wohnhausbrand noch alle elektrischen Leitungen restlos vorhanden gewesen sein müssen, um einen technischen Defekt allein am elektrischen Leitungsnetz sicher ausschließen zu können.
Prinzipiell müssen alle relevanten Spuren und Informationen vorurteilsfrei aufgenommen und dokumentiert werden. Aufgrund dieser Spuren wird eine Hypothese entwickelt, die anhand der gefundenen Spuren und gewonnenen Informationen geprüft wird. Widersprechen Spuren oder Informationen der Hypothese, ergibt sich daraus, dass die Hypothese falsch ist. Es muss dann also nach einer neuen Hypothese gesucht werden. Dies ist ein iterativer Prozess, da die Spuren- und Informationsgewinnung sowie das Aufstellen der Hypothesen parallel ablaufen. Hierbei muss sorgfältig darauf geachtet werden, dass nicht Spuren oder Informationen unterdrückt werden, weil sie nicht zu einer Hypothese passen. Es darf auch keinesfalls dazu kommen, dass nur noch Spuren gesucht werden, die zu einer einmal aufgestellten Hypothese passen, was ein klassischer Ermittlungsfehler wäre.

## Rechtliche Bedeutung
Da der Strafrahmen bei Brandstiftung in den unterschiedlichen Ausprägungen im deutschen Strafgesetzbuch von Straffreiheit bis hin zu lebenslanger Haft reichen kann und Gerichte sich weitgehend auf die Ermittlungsergebnisse der Brandursachenermittler stützen, kann die Arbeit der Brandursachenermittler für die Beschuldigten sehr weitreichende Konsequenzen haben. Gemessen daran, ist an die Arbeitsgüte bei der Brandursachenermittlung ein extrem hoher Anspruch zu stellen.
Im Zivilrecht ist die Arbeit der Brandursachenermittler häufig ausschlaggebend dafür, ob Versicherungsleistungen ausgezahlt werden oder nicht. Hierbei geht es in vielen Fällen um Geldbeträge, die für die Existenz Betroffener entscheidend sein können, so dass auch hier ein sehr hoher Anspruch an die Arbeitsgüte bei der Brandursachenermittlung gestellt werden muss.

## Ausbildung
Eine geregelte Ausbildung existiert in Deutschland noch nicht. Für die Prüfung zur öffentlichen Bestellung und Vereidigung als Sachverständiger für Brandursachen ist das Fachgremium der IHK Darmstadt zuständig.

## Geschichte
Ein Bericht über die Brandursachenermittlung war gemäß Anordnungen des 18. Jahrhunderts zur Brandverhütung im Kurfürstentum Trier und in weiteren Kurfürstentümer des Heiligen Römischen Reiches neben der Höhe des Schadens pflichtgemäß an die zuständige Landesregierung ohne Verzug zu erstatten.

## Entwicklungen
Mit Erscheinen der NFPA 921 (Leitfaden für Brand- und Explosionsuntersuchungen) mit Stand vom 25. Februar 2011 ist nach dieser Vorschrift die alleinige Verwendung des Eliminationsverfahrens zum Beweis einer Brandursache nicht mehr fachgerecht. Entsprechend dem Grundsatz, dass Brandursachenfeststellungen nach wissenschaftlichen Methoden zu erfolgen haben, sind jetzt nur noch positive, auf wissenschaftlichen Grundlagen basierende Feststellungen von Brandursachen möglich. Da das Eliminationsverfahren aber eine Hypothese liefert, die weder verifizier- noch falsifizierbar ist und dies der Definition der Wissenschaftlichkeit widerspricht, ist die ausschließliche Verwendung des Eliminationsverfahrens zur Bestimmung einer Brandursache nicht fachgerecht. Mit Erscheinen der neuen NFPA 921 im Februar 2014 wurde dies wieder bestätigt und weiter detailliert ausgeführt.